# Francesco Galimberti
Pour les articles homonymes, voir Galimberti.
Francesco Galimberti, né le 2 janvier 2001 à Carate Brianza, est un coureur cycliste italien.

## Biographie
Francesco Galimberti est originaire de Carate Brianza, une commune située dans la région de Lombardie. Son frère jumeau Lorenzo est lui aussi coureur cycliste,.
En 2018, il se classe troisième des Tre Ciclistica Bresciana chez les juniors (moins de 19 ans). Il intègre ensuite le club Viris Vigevano en 2020 pour ses débuts espoirs (moins de 23 ans), avec son frère Lorenzo. L'année suivante, il prend la sixième place du Piccolo Giro di Lombardia.
En juin 2022, il est recruté par l'équipe continentale Biesse-Carrera. Bon grimpeur, il se distingue lors de la saison 2023 en remportant le Tour du Frioul-Vénétie julienne. Il termine également sixième du Piccolo Giro di Lombardia et neuvième du Tour de la Vallée d'Aoste. Il s'illustre par ailleurs au niveau amateur en obtenant deux victoires ainsi que divers accessits.

## Palmarès et résultats

### Par année
- 2018
  - 3e des Tre Ciclistica Bresciana
- 2023
  - Coppa Bologna
  - Tour du Frioul-Vénétie julienne
  - Astico-Brenta
  - 3e de Bassano-Monte Grappa
  - 3e de Zanè-Monte Cengio
- 2024
  - Grand Prix de la ville de Pontedera

### Classements mondiaux
| Année           | 2021   | 2022   |
| --------------- | ------ | ------ |
| UCI Europe Tour | 1 441e | 1 535e |